# ENAIRE
ENAIRE (anciennement Aeropuertos Españoles y Navegación Aérea ou AENA) est l'organisme espagnol chargé de la gestion des aéroports en Espagne, ainsi que de leur trafic aérien.

## Histoire
En décembre 2010, pour protester contre le projet de privatisation, les contrôleurs se mettent en grève. Le gouvernement réplique par l'instauration de l'état d'alerte,.
Le 5 juillet 2014, AENA change de nom pour devenir ENAIRE. AENA subsiste sous forme de filiale regroupant les activités d'opérateur aéroportuaire en vue d'une potentielle privatisation de 49 % du capital.
En avril 2016, ENAIRE signe un partenariat avec Telefonica pour l'entretien de ses réseaux de communication dans ses aéroports et ses centres/tours de contrôle, et une convention de collaboration avec l'agence publique de sécurité aérienne (AESA) pour autoriser l'accès à cette dernière aux données de vols de l'opérateur aérien.

## Activités
ENAIRE fournit des services de transit aérien aux moments des décollages et des atterrissages. Le groupe possède 5 centres de contrôle et 22 tours de contrôle qui gèrent le trafic de 1,8 million de vols par an. ENAIRE opère en Espagne, dans les îles Canaries,dans les îles Baléares, et dans certaines zones nord-Atlantique, de la Méditerranée occidentale, et dans le Sahara occidental,.

## Filiales
- Aeropuertos Españoles y Navegación Aérea - AENA SA (51 %) : société gestionnaire de 46 aéroports et 2 héliports en Espagne, et 15 aéroports à l'étranger.
- Ingeniería y Economía del Transporte - INECO SA (45,85 %) : société d'études de projets liés aux transports et aux télécommunications
- Centro de Referencia Investigación, Desarrollo e Innovación ATM - CRIDA (66,66 %) : centre de recherche et d'innovation du groupe.